# Robert Mouynet

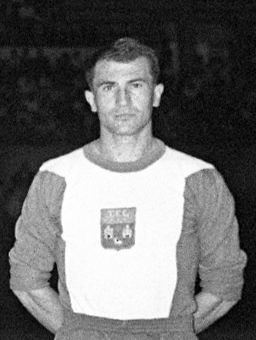
Robert Mouynet, 1961

Robert Mouynet (* 25. März 1930 in Toulon) ist ein ehemaliger französischer Fußballspieler.

## Vereinskarriere
Der rechte Verteidiger spielte seit 1949 in der höchsten französischen Spielklasse, zunächst beim Toulouse FC; dort kam er in knapp der Hälfte der Punktspiele zum Einsatz. Als der TFC 1951 aus der Division 1 abstieg, bedeutete dies auch für Mouynet, dass er vorübergehend aus dem Blickfeld geriet, denn er blieb die folgenden beiden Zweitligajahre in Toulouse. 1953 wechselte er zum Ligakonkurrenten AS Cannes.
Ab der Saison 1955/56 stand er in den Reihen von Olympique Lyon, bei dem gleich sein erstes Jahr das erfolgreichste war: in der Abschlusstabelle wurde OL Achter, und im Pokalwettbewerb erreichte er das Halbfinale, in dem sich allerdings die UA Sedan-Torcy mit 1:0 durchsetzte. Auch in den folgenden drei Spielzeiten landeten die Gones – so die geläufigste Bezeichnung für Olympiques Mannschaft – nur auf Plätzen zwischen 8 und 12. Robert Mouynet konnte dabei immerhin so überzeugen, dass er 1958 als Ersatzspieler der A-Nationalelf nach Schweden mitgenommen wurde.
1959 kehrte er zum Toulouse FC zurück, bei dem er bis 1963 gleichfalls noch in über 100 Punktspielen eingesetzt wurde. Aber auch dort gewann er in Meisterschaft oder Pokal keinen Titel; Rang 5 in der Abschlusstabelle der Saison 1959/60 sowie ein siebter Platz 1962/63 bedeuteten schon die besten Platzierungen der Südfranzosen. Ob Robert Mouynet anschließend noch bei einem unterklassigen Verein gespielt hat, lässt sich ebenso wenig feststellen, wie bekannt ist, was aus ihm nach seiner Zeit als Aktiver geworden ist.

### Stationen
- Toulouse FC (1949–1953, davon 1951–1953 in D2; 30 Division-1-Spiele/1 Tor)
- AS Cannes (1953–1955, in D2)
- Olympique Lyonnais (1955–1959; 129/5)
- Toulouse FC (1959–1963; 113/1)

Insgesamt 272 Spiele und 7 Treffer in der Division 1.

## Als Reservist bei der Weltmeisterschaftsendrunde
Im Sommer 1958 gehörte Robert Mouynet auch zum WM-Kader Frankreichs, bestritt aber weder bei der Endrunde in Schweden noch sonst irgendwann ein A-Länderspiel. Dennoch konnte Mouynet sich anschließend ohne eine einzige Spielminute mit dem Erfolg eines WM-Dritten schmücken.